# Hypsolebias antenori
Hypsolebias antenori é uma espécie de peixe-anual da família Rivulidae que habita o semiárido brasileiro, sendo uma das muitas espécies do gênero Hypsolebias adaptadas ao regime hidrológico a região.

## Descrição
A espécie apresenta dimorfismo aparente, com machos maiores (geralmente de 55 a 60 mm e 3 g) e mais coloridos que as fêmeas (geralmente de 45 a 50 mm e 1 g). Os machos possuem o corpo azul esverdeado com inúmeros pontos brancos. As nadadeiras também são bem maiores que as das fêmeas, com a nadadeira anal vermelha com a extremidade preta, enquanto as fêmeas são menos chamativas, com o corpo cinzento com manchas negras.

## Ocorrência
Ocorre no semiárido brasileiro, de Fortaleza até a bacia do Rio Piranhas-Açu, abrangendo o nordeste do Ceará e o noroeste do Rio Grande do Norte nas inúmeras bacias costeiras da região.

## Habitat
Habitam pequenos corpos d'água temporários, como poças e riachos, que se enchem na estação chuvosa e secam completamente ao longo do período de estiagem. As poças em que vivem podem chegar a tamanhos muito diminutos, com menos de 2 metros de diâmetro e menos de 30 centímetros de profundidade.

## Ciclo de Vida
Em um habitat tão efêmero, os peixes devem completar todo seu ciclo de vida dentro dos 3 a 4 meses de vida que correspondem à estação chuvosa. Os peixes se reproduzem nas poças temporárias e depositam seus ovos no substrato do fundo. Após a secagem completa da poça todos os adultos morrem, mas os ovos são capazes de resistir por meses sem água durante o período de diapausa, quando seu desenvolvimento embrionário é temporariamente interrompido. Com a volta das chuvas no ano seguinte, as poças se enchem e os filhotes eclodem. A nova geração tem então os próximos meses para chegar à fase adulta e se reproduzir, por conta disso sua maturação é muito acelerada.

## Conservação
A espécie é classificada como Pouco Preocupante (LC) pela Lista Vermelha da IUCN. Entre os principais riscos está a destruição de habitat provocada pela expansão agropecuária, especialmente a produção de frutas, a urbanização e a indústria ceramista na região. Modificações na hidrologia das poças também são uma ameaça à espécie, que depende do ciclo de cheias e seca para a continuidade das gerações. A construção de barragens, a transposição do Rio São Francisco e a alteração do regime de chuvas provocado pelo aquecimento global estão entre as possíveis causas de desregulação do ciclo hidrológico do seu habitat. Recentemente, a espécie foi registrada na unidade de conservação do Parque Nacional da Furna Feia, no Rio Grande do Norte, representando uma área para sua preservação.